# Östraby socken
Östraby socken i Skåne ingick i Färs härad, ingår sedan 1974 i Hörby kommun och motsvarar från 2016 Östraby distrikt.
Socknens areal är 41,99 kvadratkilometer varav 41,90 land. År 2000 fanns här 867 invånare.  Tätorten Östraby med sockenkyrkan Östraby kyrka ligger i socknen. 

## Administrativ historik
Socknen har medeltida ursprung. 
Vid kommunreformen 1862 övergick socknens ansvar för de kyrkliga frågorna till Östraby församling och för de borgerliga frågorna bildades Östraby landskommun. Landskommunen uppgick 1952 i Bjärsjölagårds landskommun som upplöstes 1974 då denna del uppgick i Hörby kommun. Församlingen uppgick 2006 i Västerstads församling som 2014 uppgick i Hörby församling.
1 januari 2016 inrättades distriktet Östraby, med samma omfattning som församlingen hade 1999/2000.  
Socknen har tillhört län, fögderier, tingslag och domsagor enligt vad som beskrivs i artikeln Färs härad.

## Geografi
Östraby socken ligger söder om Hörby med Linderödsåsen i nordost. Socknen är en odlingsbygd, mer kuperad och skogrik i nordost där höjder når 190 meter över havet.

## Fornlämningar
Från stenåldern är cirka 25 boplatser funna. Från bronsåldern finns gravhögar och från järnåldern finns stensättningar. 

## Namnet
Namnet skrevs 1495 Österwästerstade och kommer från kyrkbyn. Efterleden innehåller sockennamnet Västerstad som i sin tur innehåller sta(d), 'plats; ställe' och med oklar syftning på dess namndel väster. Förleden öster relaterar till läget i förhållandet till Västerstad.